# نانا (مانگا)
نانا (به ژاپنی: ナナ) یک مجموعه شوجو مانگا یا به اصطلاح مانگای دخترانه ژاپنی است، که توسط آی یازاوا نوشته و مصورسازی شده و از مه ۲۰۰۰ در مجله کوکی توسط انتشارات شوئیشا منتشر گردیده است. نام این مانگا برگرفته از دو شخصیت اصلی این داستان با نام‌های نانا است. نانا کوماتسو یک دختر جوان دارای اراده‌ای ضعیف و گذشته پایدار که همراه با دوست پسر خود به امید داشتن یک زندگی رؤیایی به توکیو آمده و نانا اوساکی دختری بلندپرواز با اراده‌ای قوی که در شهر خود عضو یک گروه محبوب پانک بود. او با آرزوی اینکه روزی یک خواننده بزرگ شود به توکیو آمد. هر دو نانا برای اولین بار یکدیگر را هنگامی که سوار قطار بودند ملاقات کردند. ملاقات بعدی آن‌ها هنگامی بود که برای دیدن یک آپارتمان یکسان رفته بودند، و این چنین بود که هر دو تصمیم گرفتند با یکدیگر هم اتاقی شوند.
در سال ۲۰۰۵ بر اساس این مانگا و به کارگردانی کنتارو اوتانی یک فیلم سینمایی با همین نام نیز دستمایه اقتباس سینمایی قرار گرفت. دنباله‌ای نیز برای این فیلم در ۹ دسامبر ۲۰۰۶، منتشر گردید. همچنین یک مجموعه تلویزیونی انیمه ۴۷ قسمتی نیز توسط استودیو مدهاوس تهیه گردید که از ۵ آوریل ۲۰۰۶ شروع شده و تا ۲۸ مارس ۲۰۰۷ ادامه داشت.
در سال ۲۰۰۳، نانا در دسته شوجو، جایزه شوگاکوکان مانگا را دریافت کرد و عنوان پرفروشترین مانگای شوجوی شوئیشا را به خود اختصاص داد. قسمت ۱۹ و ۲۱ مانگای نانا به ترتیب سومین و پنجمین مانگای پرفروش سال ۲۰۰۸ در ژاپن شدند. قسمت نوزدهم مانگای نانا توانست در هفته اول انتشار ۷۸۰٬۰۰۰ نسخه به فروش برساند و از انتشار اولیه این سری از سال ۲۰۰۰ تا سال ۲۰۰۸، توانسته بیش از ۴۳٬۶ میلیون نسخه به فروش برساند.

## داستان
نانا کوماتسو یک دختر روستایی که عادت داشت در نگاه اول عاشق شود و همیشه در عشق با بدشانسی مواجه بود. او همیشه به کمک نیاز داشت و به دیگران متکی بود، بنابراین چه چیزی بهتر از اینکه برای شروع یک زندگی تازه به شهری بزرگ مثل توکیو برود. وقتی دوستان او به همراه دوست پسرش شوجی به توکیو نقل مکان کردند او نیز یک سال بعد در سن بیست سالگی و پس از اینکه به اندازه کافی پول پس‌انداز کرده بود، به آن‌ها پیوست. از طرف دیگر نانا اوساکی که یک خواننده پانک بود سعی داشت با دوست‌پسر خود رن گروهی به نام بلک استونز (یا به‌طور مختصر بلست) را تأسیس کند. قرار بود او به عنوان خواننده اصلی و رن بیسیست گروه باشد. نانا و رن از ۱۶ سالگی معشوقه هم بودند و با یکدیگر زندگی می‌کردند. اما وقتی به رن پیشنهاد شد که به عنوان یک عضو جایگزین به گروه محبوب ترپنست بپیوندد نانا تصمیم گرفت با همان گروه بلست کار خود را ادامه دهد و به دنبال رن نرفت. او نیز سرانجام در سن بیست سالگی تصمیم گرفت به توکیو برود و کار موسیقی خود را در آنجا آغاز کند.
هر دو نانا در قطار با یکدیگر آشنا شدند و بعد از آن به‌طور اتفاقی هنگامی که برای دیدن یک آپارتمان یکسان رفته بودند دوباره با هم برخورد کردند و تصمیم گرفتند با یکدیگر زندگی کنند. با وجود داشتن آرمان‌ها و شخصیت‌هایی متضاد هم، ناناها به سرعت با یکدیگر دوست صمیمی شدند و به هم احترام گذاشته و در بسیاری زمینه‌ها از هم حمایت می‌کردند. بیشتر داستان این مجموعه حول محور نانا اوساکی و گروه راک خود بلک استونز، و رقابت دوستانه آن‌ها با گروه ترپنست می‌گردد.